# Belle-et-Houllefort
Belle-et-Houllefort település Franciaországban, Pas-de-Calais megyében. Lakosainak száma 524 fő (2022. január 1.). Belle-et-Houllefort Wierre-Effroy, Rety, La Capelle-lès-Boulogne, Bellebrune, Boursin, Colembert és Conteville-lès-Boulogne községekkel határos.

## Népesség
A település népességének változása:
| Lakosok száma | 550  | 557  | 577  | 560  | 564  | 566  | 565  | 544  | 524  |
|               | 2013 | 2015 | 2016 | 2017 | 2018 | 2019 | 2020 | 2021 | 2022 |